# Beyond Good & Evil
Beyond Good & Evil este un joc video de acțiune-aventură dezvoltat și publicat de Ubisoft și lansat în 2003 pentru GameCube, Microsoft Windows, PlayStation 2, și Xbox. A fost anunțat că o versiune HD va fi lansată pentru PlayStation Network și Xbox Live Arcade în 2011. Versiunea va conține atât texturi și modele îmbunătățite cât și un soundtrack de o calitate mai bună.

## Gameplay
Beyond Good & Evil este un joc cu elemente de stealth și puzzle-uri ce trebuie rezolvate. Jucătorii o controlează pe Jade dintr-o perspecivă third person. Protagonista poate alerga, furișa, sări peste obstacole și interacționa cu uși. In spațiile interioare, jucătorii trebuie să rezolve puzzle-uri și să treacă pe lângă inamici pentru a ajunge în locuri ce conțin dovezi.

## Subiect
Jocul are loc în anul 2435 pe planeta Hillys, aflată în Sectorul Patru, o secțiune îndepărtată a galaxiei. Jade și Pay'j (unchiul ei) au grijă de un grup de copii ce au devenit orfani din cauza rasei extraterestre DomZ. Jade este recrutată de IRIS Network, o organizație ce bănuiește că Alpha Sections au legătură cu disparițiile din Hillys.